# Jardín botánico de la universidad de California en Berkeley
El Jardín Botánico de la Universidad de California en Berkeley, en inglés: University of California Botanical Garden at Berkeley, es un jardín botánico de 13,7 ha de extensión ubicado en el Campus de la Universidad de California, Campus de Berkeley.
El código de identificación del University of California Botanical Garden at Berkeley  como miembro del "Botanic Gardens Conservation Internacional" (BGCI), así como las siglas de su herbario es UC.

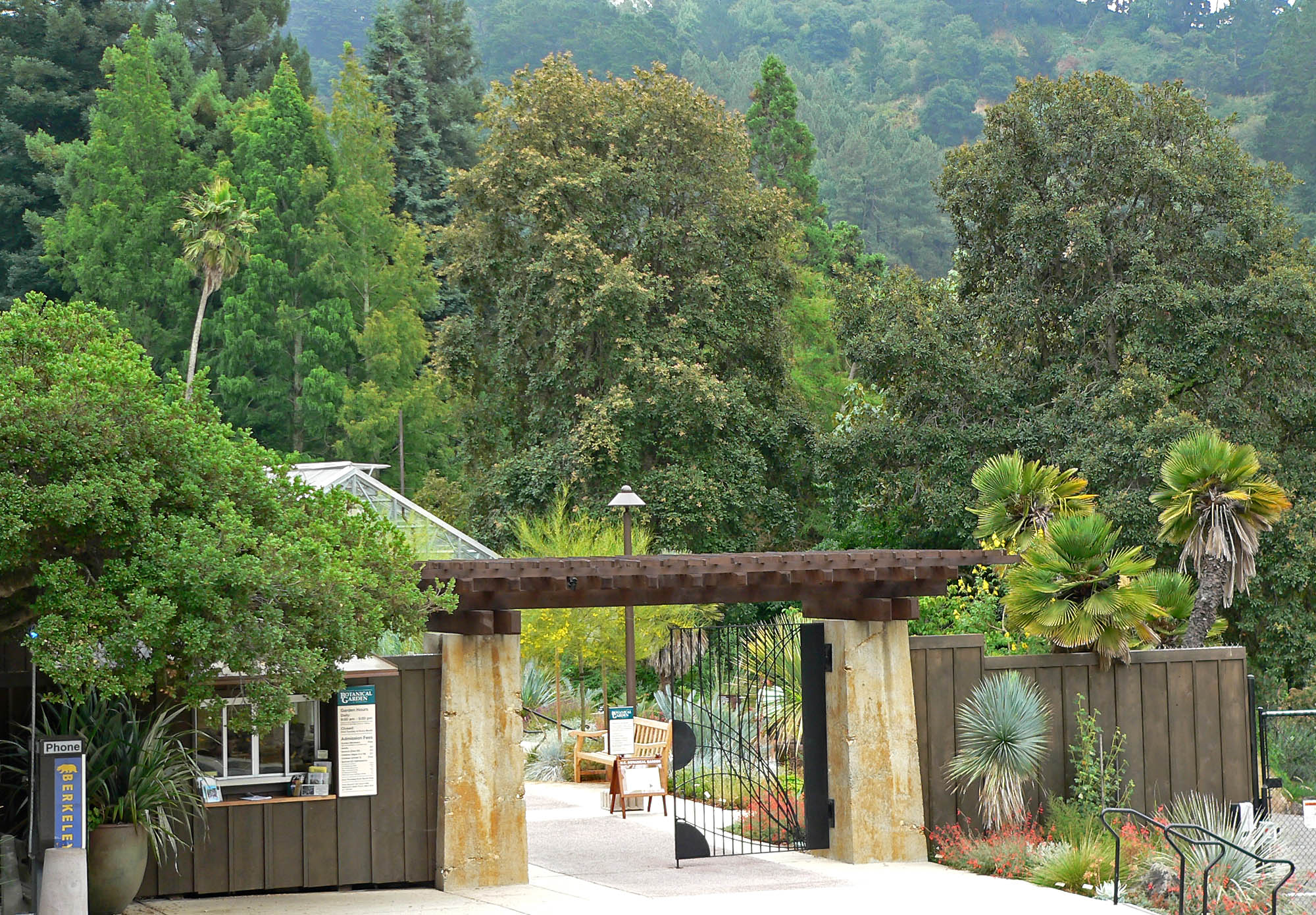
Portada de entrada al University of California Botanical Garden at Berkeley.

## Localización
El Jardín Botánico de la Universidad de California se ubica en el Strawberry Canyon, en Oakland, California, con vistas panorámicas sobre la Bahía de San Francisco. 
University of California Botanical Garden at Berkeley, 200 Centennial Drive #5045
Berkeley, Oakland, Alameda county CA 94720-5045 California, 94720-5045 United States of America-Estados Unidos de América.
Planos y vistas satelitales.37°52′30.66″N 122°14′19″O / 37.8751833, -122.23861
Altitud: 210.00 m s. n. m.

## Historia
Creado en 1890, por E. L. Greene, el primer presidente del departamento de botánica.
En la década de 1920 debido al crecimiento del jardín botánico, le forzó a salir fuera de su localización inicial del campus central. Bajo auspicios del entonces director T. Harper Goodspeed, se trasladó el jardín a su localización actual en el Strawberry Canyon, sobre el campus principal.

## Colecciones
El jardín botánico actualmente contiene más de 20.000 especímenes, representando a 324 familias de plantas, 12.000 diferentes especies y subespecies, y 2.885 géneros. 
Las colecciones al aire libre se muestran agrupadas geográficamente, y la mayoría de los especímenes se han recolectado del medio natural. Las mayores colecciones por familias incluyen: Cactus (2.669 plantas), Lirios (1.193 plantas), Helianthus (1.151 plantas), Brezos (897 plantas), y Orquídeas (950). Otras familias bien representadas son los 500 tipos de helechos y plantas emparentadas, hierbas medicinales chinas, plantas de importancia económica, cultivares de rosas antiguas, y plantas nativas de California. Una serie de invernaderos albergan a suculentas, epífitas, helechos, y plantas carnívoras, y tropicales. 
Las secciones del jardín están organizadas geográficamente e incluyen:

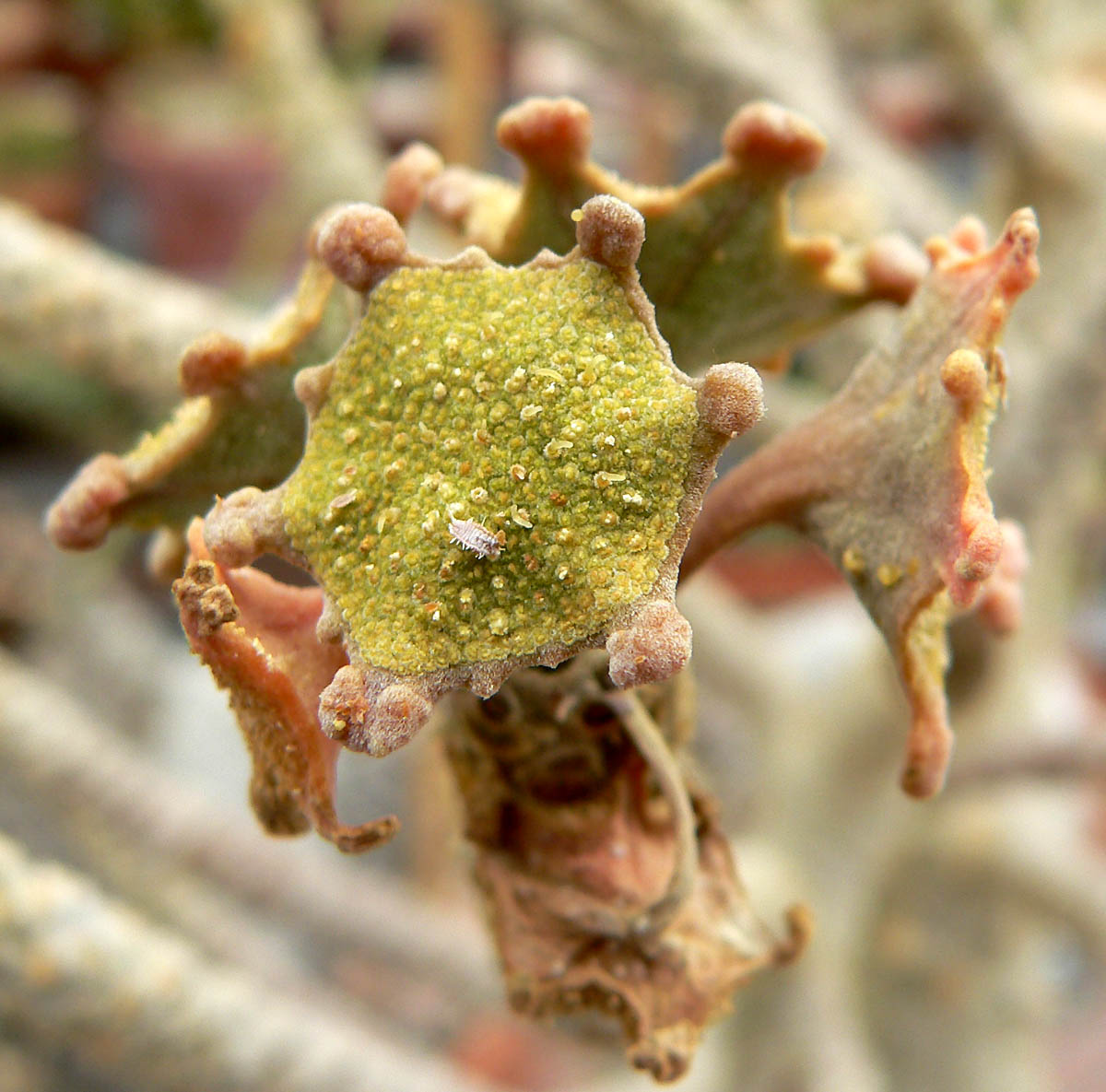
Dorstenia gigas en el Jardín Botánico de la Universidad de California

- África - África del Sur, con plantas que incluyen a lirios, Carpobrotus y aloes.
- Asia - con una sorprendente colección de Rhododendron que consta de (259 taxones, 397 accesiones) en la que se incluyen numerosos rhododendron arbóreos maduros que pueden aguantar la mayoría de las zonas climáticas de Norteamérica. También numerosos miembros de la familia de las Sequoias, y especies raras de arbustos y herbáceas recogidas recientemente en China.
- Australasia - Plantas procedentes de Australia y Nueva Zelanda, incluyen las Hayas del hemisferio sur, Protea, Myrtus, y Phormium.
- Nativas de California - 4.000 accesiones, incluyen casi la mitad de las especies de plantas vasculares nativas del estado y de 174 taxones que se encuentran en la lista de la California Native Plant Society's como especies raras o en peligro de extinción. También manzanitas (Arctostaphylos spp.) con 81 taxones (252 accesiones), lilas de California (Ceanothus spp.) con 55 taxones (164 accesiones), y casi la colección completa de las plantas bulbosas monocotiledóneas de California en las familias de los Lirios y Amaryllis, (Fritillaria, Calochortus, Lilium, Erythronium, Allium, Brodiaea) con 118 taxones (234 accesiones)
- Jardín de hierbas medicinales chinas - Selección de la pharmacopea de la China actual.
- Mediterráneo: plantas procedentes de Marruecos, España, Turquía y Siria, con un espléndido panorama sobre la Bahía.
- Desiertos del Nuevo Mundo: cactus y otras suculentas del norte y de Centroamérica, además de los desiertos del altiplano de los Andes.
- Norteamérica: se incluyen Liriodendron, cipreses calvos, y Cornus.
- Suramérica: un grupo de jóvenes Araucarias (Araucaria araucana), una impactante colección de Fuchsias, y varias especies de hayas del sur.

## Actividades
- Banco de [semilla]]s.
- Base de datos de plantas con computador.
- Control de especies invasoras de plantas.
- Programas de conservación de especies amenazadas.
- Programas de conservación Ex-Situ.
- Programas de reintroducción de especies en su medio natural.
- Visitas guiadas.
- Exhibiciones especiales.
- Cursos para el público en general.

Detalles
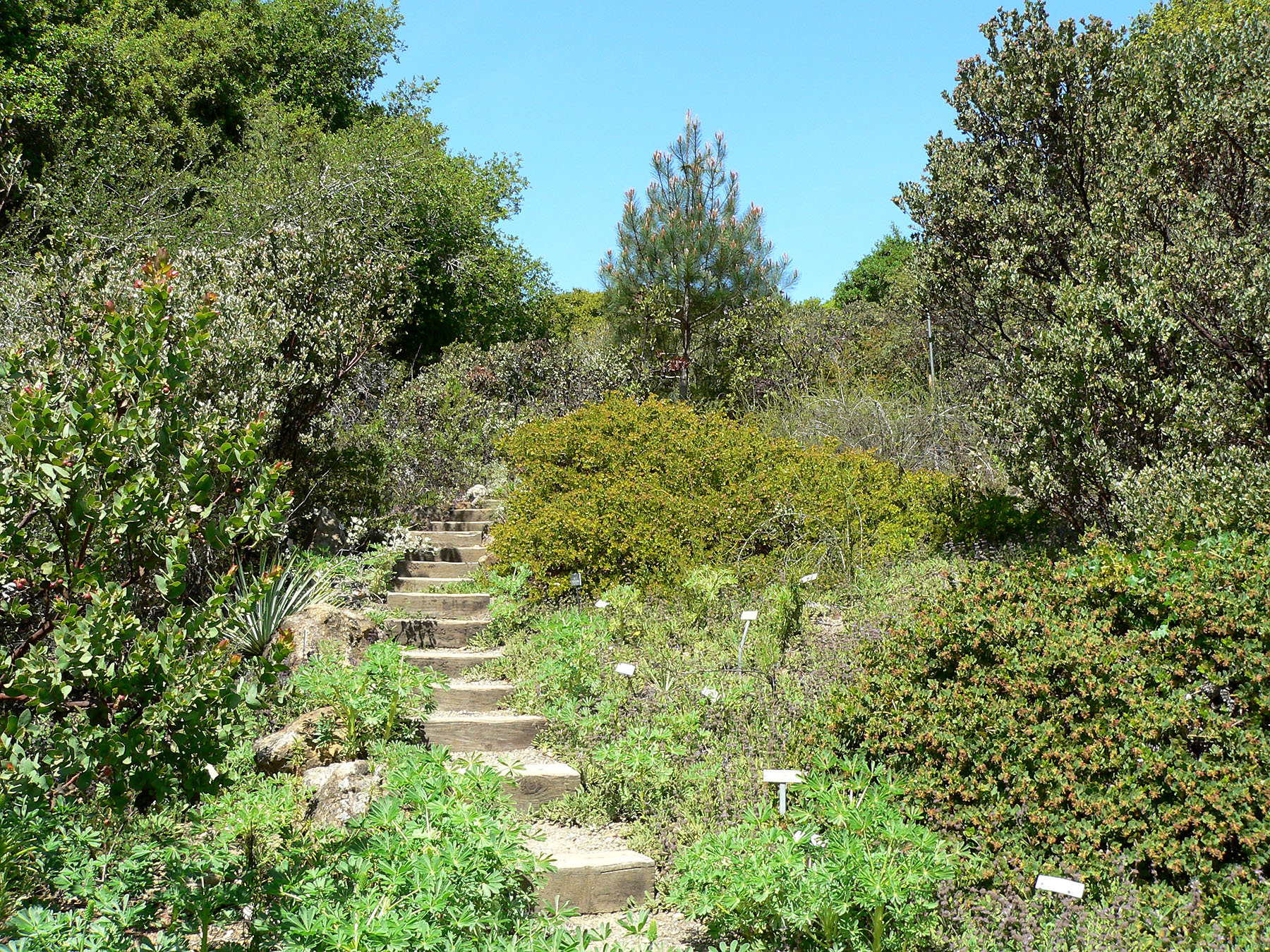
Flora del chaparral de California del "Native California flora section".
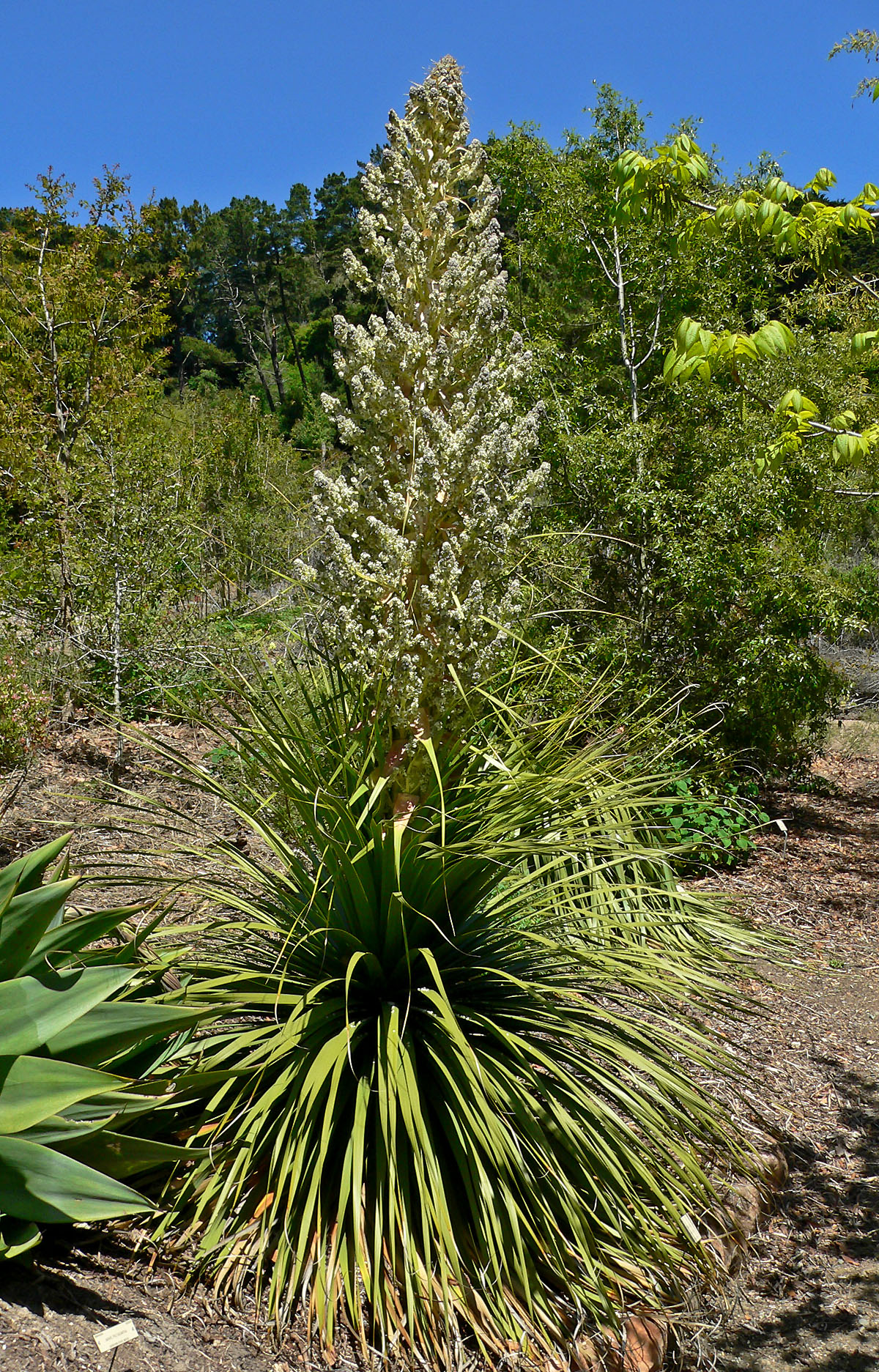
Floración de un ejemplar de Nolina siberica.
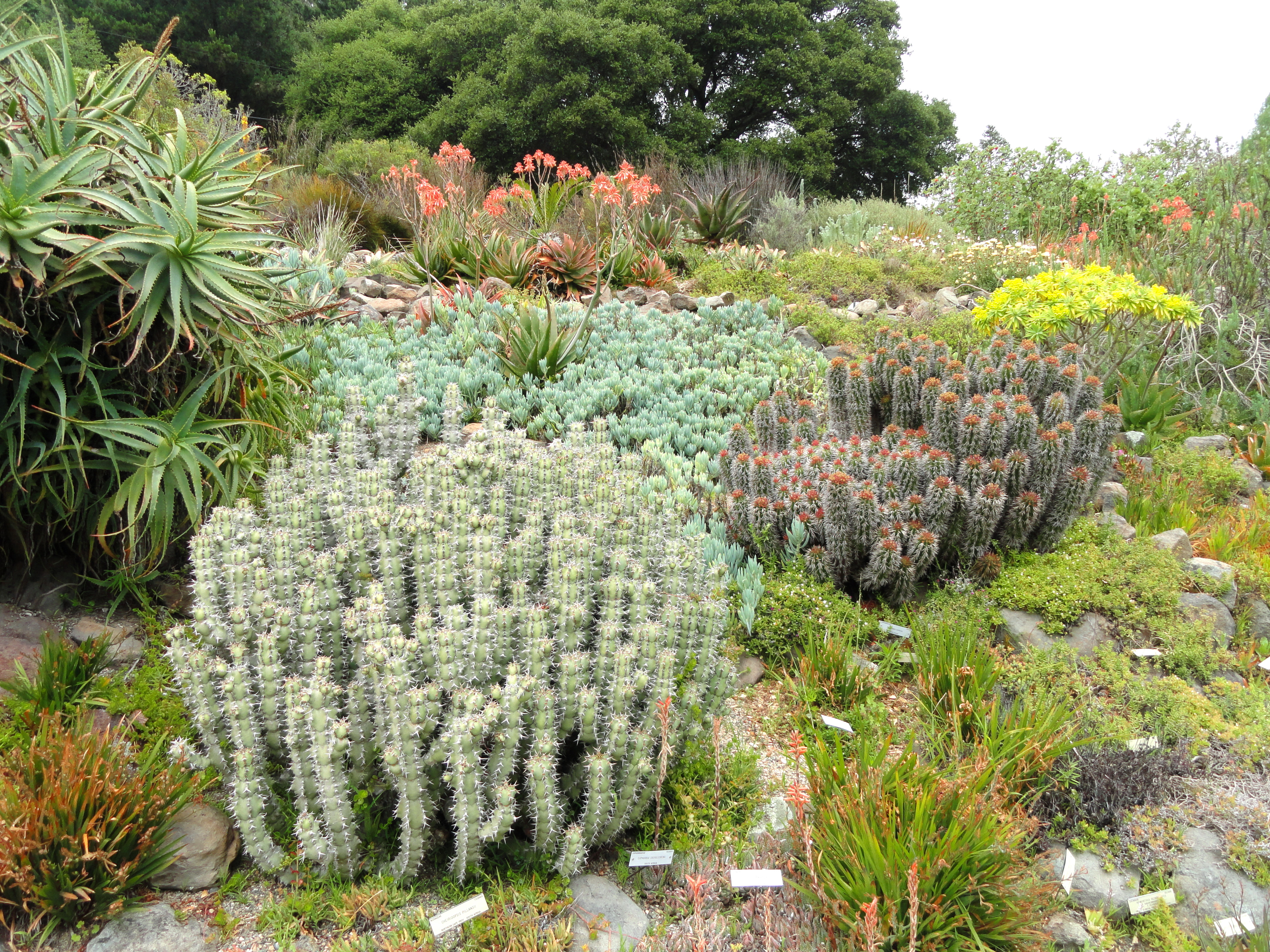
Especímenes en el "Cactus Garden section".